# Amt Heldburg
Das Amt Heldburg war eine territoriale Verwaltungseinheit der Grafschaft Henneberg.

## Geographische Lage
Das Gebiet des Amts Heldburg gehört historisch zum Henneberger Land bzw. der Pflege Coburg und befand sich im heutigen Heldburger Land und Grabfeld.
Das ehemalige Amt Heldburg liegt heute größtenteils im Süden des Freistaats Thüringen und befindet sich im Landkreis Hildburghausen. Weitere Orte liegen heute in den Landkreisen Haßberge und Rhön-Grabfeld im Freistaat Bayern.

## Angrenzende Verwaltungseinheiten
| Amt Römhild (Grafschaft Henneberg, nach 1680 zu Sachsen-Römhild, nach 1710 anteilig zu Sachsen-Meiningen und Sachsen-Coburg-Saalfeld) | Amt Hildburghausen (Neue Herrschaft Henneberg, 1353 Pflege Coburg, nach 1680 zu Sachsen-Hildburghausen) | Amt Coburg (Neue Herrschaft Henneberg, 1353 Pflege Coburg, nach 1680 zu Sachsen-Coburg) |
| | Kompassrose, die auf Nachbargemeinden zeigt                                                             |                                                                                         |
| | Hochstift Würzburg                                                                                      | Hochstift Bamberg                                                                       |

## Geschichte

### Ort Heldburg
Erstmals wurde Heldburg in der am 17. Oktober 837 ausgestellten Urkunde Nr. 507 des Codex Eberhardi genannt.

### Grafschaft Henneberg
Das Amt Heldburg entstand in der Grafschaft Henneberg. 1353/1354 fielen einige Orte an das Hochstift Würzburg. Diese liegen heute größtenteils in Unterfranken.

### Ernestinische Herzogtümer
Ab 1353 gehörte das Amt Heldburg kurzzeitig den Burggrafen von Nürnberg und fiel 1374 an die Markgrafschaft Meißen, wo es ein fester Bestandteil der Pflege Coburg wurde.
Ab 1572 gehörte das Amt Heldburg  zu Sachsen-Coburg, ab 1672 zu Sachsen-Gotha, ab 1680 zu Sachsen-Hildburghausen und ab 1826 zu Sachsen-Meiningen.

## Zugehörige Orte
Zum Amt Heldburg gehörten
Städte
- Bad Colberg
- Heldburg
- Ummerstadt (kleinste Stadt Frankens)

Amtsdörfer
| - Gellershausen - Gompertshausen - Hellingen - Linden - Lindenau - Rieth - Schlechtsart - Schweickershausen - Seidingstadt - Völkershausen - Westhausen |

Weitere Amtsdörfer bis 1353
| - Albingshausen - Althausen - Alsleben - Aubstadt - Ermershausen - Gabolshausen - Herbstadt (Herbilstadt, Herbelstadt oder Herbilstatt) - Ipthausen - Eyershausen (Ischershausen) - Merkershausen - Mitteleßfeld (Mitteleisfeld) - Obereßfeld (Obereisfeld) - Ottelmannshausen - Schabach - Saal an der Saale - Sulzbach - Sulzdorf an der Lederhecke - Trappstadt - Untereßfeld (Untereisfeld) - Wülfershausen an der Saale - Zimmerau |

Adlige Dörfer
Burgen und Schlösser
- Veste Heldburg

Höfe und Vorwerke
Wüstungen
|  |